# 荃灣天后宮

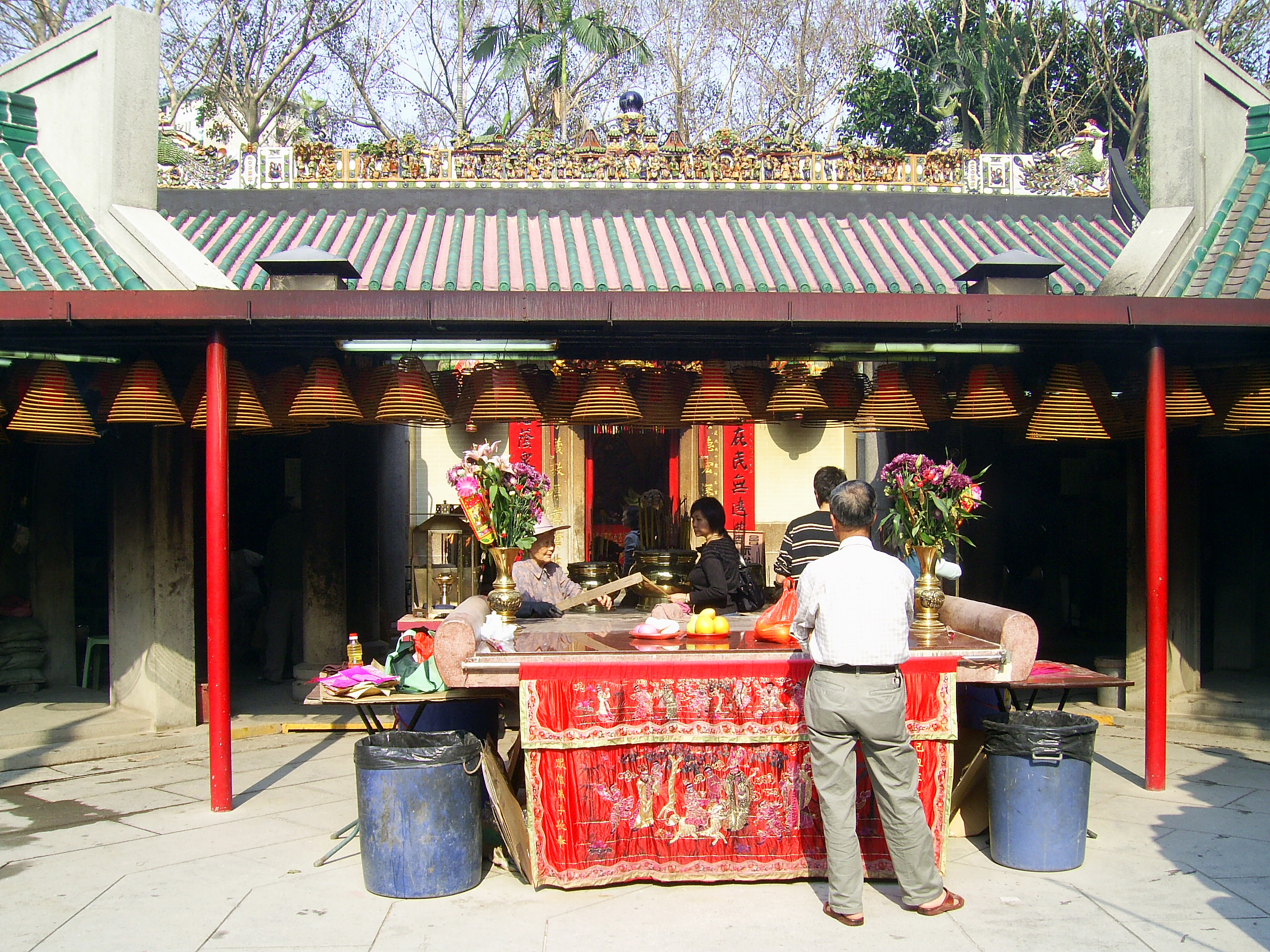
荃灣天后宮

荃灣天后宮或蕙荃路天后宮，古稱荃灣廟崗天后宮，位於香港新界荃灣區蕙荃路。 1995年被古物古蹟辦事處列為二級歷史建築，並於2009年12月18日獲確認評級

## 歷史
荃灣天后宮位於石圍角以南昔日名為烏石崗的地方，建於清康熙廿六年（1721年），由鄉人集資興建，建廟之初分為三間，中為正殿奉祀天后神像，旁為東西兩廂設置太歲祠。乾隆八年（1743年）信士黎卿上敬送重逾百斤銅鐘一個，至今仍懸廟內。
道光丙午（1846年）首次重修；至光緒庚子（1900年）因廟宇歷時既久，又遭白蟻風雨侵蝕，經鄉中父老發起再次重修；民國七年（1918年）第三次重修，同年9月15日進行開光。經歷60年後廟貌復見頹廢，發起四次重修，於1976年11月興工至翌年2月間竣工。
1978年香港政府建造地下鐵路荃灣綫伸展至荃灣，須在廟前挖掘一道深坑以建築護土牆，嚴重影響廟宇地基，當時地方鄉紳組成「重修天后宮委員會」專責與理民府及地下鐵路公司會議並監督修建工程，於1983年開始興工重建，並在廟前加建一座牌樓及東西兩廊，至翌年秋季全部工程完竣，擇吉於1984年12月12日舉行重修開光大典。

## 建築概述
門額有「天后宫」三字，保存乾隆九年（1744年）鑄造的大鐘及光緒廿六年（1900年）碑石一塊。門聯：「聖德宏深敷海國，母儀敦厚載蒼生」。

## 義勇祠
荃灣古稱淺灣，清初康熙展界後鼓勵內陸移民南來，人口驟增，但當時匪患未靖，海盜猖獗，鄉民為避侵擾，紛紛靠向山區建村聚居，務農為生，並施行保甲制度以求自保，分為十二甲。逐漸發展成一個農村社會貿易市集，市場中設有一公秤提供衡量服務，並從中收取秤佣，撥作天后宮香油及鄉村事務費用。有小部份外來村民對徵收佣金不滿，又或因平時在田野間之宿怨成仇，偶然小故激起私鬥。
清朝同治元年（1862年），城門八鄉村民與荃灣村民因積怨發生械鬥，雙方激戰長達三年，直至鄰近川龍耆老出面調停才寢息鬥爭，各有17人戰死，荃灣村民念各人功在鄉井，乃於天后宮偏殿設立義勇祠以崇德報功。而城門一方亦在家廟設置神位恭奉，直到搬村後一同遷移到錦田城門新村的協天宮。

## 用途
荃灣天后宮除崇奉天后外，荃灣鄉事委員會之前身「全安局」於戰前已借天后宮處理鄉中之日常事務，調解鄉民糾紛。每年春秋二祭和天后誕期，各村村民雲集許福酬神，並公演木偶戲娛賓。而前「荃灣市集」認可之公秤，於每年農曆二月初一在天后宮公開競投，投標所得之秤佣，除用作廟宇維修、司祝薪金及酬神之用外，餘額則用作辦理鄉中各項福利經費。天后宮兩旁偏廂及左邊之兩座屋宇曾用作校舍，創辦「荃灣公學」，直至年前鄉中適齡學童增加，校舍不敷用，當時紳商才成立「籌建荃灣公學新校委員會」，最終建立具有小學及中學的校舍，其後發展成荃灣公立學校和荃灣公立何傳耀紀念中學。

## 外部連結
- 荃灣鄉事委員會：荃灣天后宫 （页面存档备份，存于）